# Монсо-сюр-Уаз
Монсо́-сюр-Уа́з (фр. Monceau-sur-Oise) — коммуна во Франции, находится в регионе Пикардия. Департамент коммуны — Эна. Входит в состав кантона Гиз. Округ коммуны — Вервен.
Код INSEE коммуны — 02494.

## Население
Население коммуны на 2010 год составляло 121 человек.
| 1962 | 1968 | 1975 | 1982 | 1990 | 1999 | 2010 |
| ---- | ---- | ---- | ---- | ---- | ---- | ---- |
| 157  | 178  | 109  | 128  | 127  | 142  | 121  |

## Экономика
В 2010 году среди 70 человек трудоспособного возраста (15—64 лет) 57 были экономически активными, 13 — неактивными (показатель активности — 81,4 %, в 1999 году было 72,4 %). Из 57 активных жителей работали 55 человек (30 мужчин и 25 женщин), безработных было 2 (0 мужчин и 2 женщины). Среди 13 неактивных 3 человека были учениками или студентами, 8 — пенсионерами, 2 были неактивными по другим причинам.